# Maria Balshaw
Maria Jane Balshaw CBE (geboren 24. Januar 1970 in Birmingham) ist eine britische Museumsdirektorin. Seit 2017 leitet sie das Tate Britain in London.

## Leben
Balshaw wuchs in Leicester und Northampton auf und studierte Englisch und Kulturwissenschaften an der University of Liverpool (B.A. 1991) und erwarb 1992 einen M.A. an der University of Sussex. Sie wurde 1996 in African American Visual and Literary Culture promoviert. Sie arbeitete seit 1993 als Lecturer für Kulturwissenschaften am University College Northampton. 1997 wurde sie Assistentin an der University of Birmingham. 
Balshaw arbeitete ab 2002 im regionalen Kulturmanagement in den Midlands. Im Jahr 2006 wurde sie Direktorin der Whitworth Art Gallery in Manchester. Im Jahr 2011 übernahm sie auch die Führung der Manchester Art Gallery und der Gallery of Costume und verantwortete damit Sammlungen mit insgesamt mehr als 80.000 Objekten. Sie wurde Kulturstadträtin in der Stadtverwaltung Manchesters. 2014 wurde sie Mitglied im Arts Council. In ihre Amtszeit fällt die bauliche Erweiterung der Whitworth Art Gallery im Jahr 2015. Im selben Jahr wurde Balshaw in den Order of the British Empire (CBE) aufgenommen. 
Im Juni 2017 wurde sie Nachfolgerin von Nicholas Serota als Direktorin des Tate Britain.

## Schriften (Auswahl)
- Looking for Harlem. Urban Aesthetics in African-American Literature. Pluto Press, London 2001
- Ausstellungskataloge